# Rhopalophora eximia
Rhopalophora eximia är en skalbaggsart som beskrevs av Bates 1892. Rhopalophora eximia ingår i släktet Rhopalophora och familjen långhorningar. Inga underarter finns listade i Catalogue of Life.